# Torneo Clausura 2013 Liga Premier de Ascenso
El Torneo Clausura 2013 de la Liga Premier de Ascenso fue el 32° torneo de la Segunda División. Contó con la participación de 31 equipos, al término de este torneo sí hubo descenso a la Liga de Nuevos Talentos. El campeón de este torneo, Ballenas Galeana, se enfrentó al Murciélagos FC, campeón del Torneo Apertura 2012, en la final por el ascenso.

## Sistema de competición
El sistema de competición de este torneo se desarrolla en dos fases:
- Fase de calificación: que se integra por las 15 jornadas del torneo.
- Fase final: que se integra por los partidos de ida y vuelta en rondas de Octavos de final, de cuartos de final, de semifinal y final.

### Fase de calificación
En la fase de calificación se observará el sistema de puntos. La ubicación en la tabla general está sujeta a lo siguiente:
- Por juego ganado se obtendrán tres puntos.
- Por juego empatado se obtendrá un punto. (se juegan en penales el punto extra)
- Por juego perdido no se otorgan puntos.

En esta fase participan los 32 Clubes de la Liga Premier de Ascenso jugando en cada grupo todos contra todos durante las jornadas respectivas, a un solo partido.
El orden de los clubes al final de la Fase de Calificación del torneo corresponderá a la suma de los puntos obtenidos por cada uno de ellos y se presentará en forma descendente. Si al finalizar las 15 jornadas del torneo, dos o más clubes estuviesen empatados en puntos, su posición en la Tabla general será determinada atendiendo a los siguientes criterios de desempate:
1. Mejor diferencia entre los goles anotados y recibidos.
2. Mayor número de goles anotados.
3. Marcadores particulares entre los Clubes empatados.
4. Mayor número de goles anotados como visitante.
5. Mejor ubicado en la Tabla general de cociente.
6. Tabla Fair Play.
7. Sorteo.

Para determinar los lugares que ocuparán los clubes que participen en la fase final del torneo se tomará como base la Tabla general de clasificación.
Participan automáticamente por el título de Campeón de la Liga Premier de Ascenso los primeros 8 lugares de cada grupo (16 en total).

### Fase final
Los ocho clubes calificados para esta fase del torneo serán reubicados de acuerdo con el lugar que ocupen en la Tabla general al término de la jornada 15, con el puesto del número uno al club mejor clasificado, y así hasta el #8. Los partidos a esta fase se desarrollarán a visita, en las siguientes etapas:
- Cuartos de final
- Semifinales
- Final

Los clubes vencedores en los partidos de cuartos de final y semifinal serán aquellos que en los dos juegos anoten el mayor número de goles. De existir empate en el número de goles anotados, la posición se definirá a favor del club con mayor cantidad de goles a favor cuando actúe como visitante.
Si una vez aplicado el criterio anterior los clubes siguieran empatados, se observará la posición de los Clubes en la Tabla general de clasificación.
Los partidos correspondientes a la Fase final se jugarán obligatoriamente los días miércoles y sábado, y jueves y domingo eligiendo, en su caso, exclusivamente en forma descendente, los cuatro Clubes mejor clasificados en la Tabla general al término de la jornada 15, el día y horario de su partido como local. Los siguientes cuatro Clubes podrán elegir únicamente el horario.
El Club vencedor de la Final y por lo tanto Campeón, será aquel que en los dos partidos anote el mayor número de goles. Si al término del tiempo reglamentario el partido está empatado, se agregarán dos tiempos extras de 15 minutos cada uno. De persistir el empate en estos periodos, se procederá a lanzar tiros penales hasta que resulte un vencedor.
Los partidos de Octavos de final se jugarán de la siguiente manera:
En los cuartos de final participarán los ocho clubes vencedores de octavos de final, reubicándolos del uno al ocho, de acuerdo a su mejor posición en la Tabla general de clasificación al término de la jornada 15 del torneo correspondiente, enfrentándose:
Los partidos de Cuartos de final se jugarán de la siguiente manera:
En las Semifinales participarán los cuatro Clubes vencedores de Cuartos de final, reubicándolos del uno al cuatro, de acuerdo a su mejor posición en la Tabla general de clasificación al término de la jornada 15 del torneo correspondiente, enfrentándose:
Disputarán el título de Campeón del torneo Clausura 2013 los dos clubes vencedores de la fase semifinal correspondiente, reubicándolos del uno al dos, de acuerdo a su mejor posición en la Tabla general de clasificación al término de las jornadas de cada torneo.

## Equipos participantes

### Grupo 1
| #  | Equipo                                          | Ciudad                      | Estadio                              |
| -- | ----------------------------------------------- | --------------------------- | ------------------------------------ |
| 1  | Águilas Reales de Zacatecas                     | Zacatecas, Zacatecas        | Francisco Villa                      |
| 2  | Bravos de Nuevo Laredo                          | Nuevo Laredo, Tamaulipas    | Unidad Deportiva Benito Juárez       |
| 3  | Cachorros U. de G.                              | Guadalajara, Jalisco        | Club Deportivo U. de G. La Primavera |
| 4  | Club Deportivo De Los Altos                     | Yahualica, Jalisco          | Las Ánimas                           |
| 5  | Chivas Rayadas                                  | Zapopan, Jalisco            | Verde Valle                          |
| 6  | Deportivo Tepic FC                              | Tepic, Nayarit              | Arena Cora                           |
| 7  | Estudiantes Tecos B                             | Zapopan, Jalisco            | Tres de Marzo                        |
| 8  | FC Excélsior                                    | Escobedo, Nuevo Leon        | Centro Deportivo Soriana             |
| 9  | Loros de la Universidad de Colima               | Colima, Colima              | Olímpico Universitario de Colima     |
| 10 | Murciélagos FC                                  | Guamúchil, Sinaloa          | Coloso del Dique                     |
| 11 | Real Saltillo Soccer                            | Saltillo, Coahuila          | Olímpico Francisco I. Madero         |
| 12 | Reynosa FC                                      | Reynosa, Tamaulipas         | Reynosa                              |
| 13 | Dorados de la Universidad Autónoma de Chihuahua | Chihuahua, Chihuahua        | Olímpico UACH                        |
| 14 | Indios de la UACJ                               | Ciudad Juárez, Chihuahua    | Olímpico Benito Juárez               |
| 15 | Correcaminos UAT "B"                            | Ciudad Victoria, Tamaulipas | Eugenio Alvizo Porras                |
| 16 | Vaqueros Ameca                                  | Ameca, Jalisco              | Núcleo Deportivo y de Espectáculos   |

### Grupo 2
| #  | Equipo                                                 | Ciudad                            | Estadio                               |
| -- | ------------------------------------------------------ | --------------------------------- | ------------------------------------- |
| 1  | Atlas B                                                | Zapopan, Jalisco                  | Club Atlas Colomos                    |
| 2  | Ballenas Galeana                                       | Xochitepec, Morelos               | Mariano Matamoros                     |
| 3  | Cruz Azul Jasso                                        | Ciudad Cooperativa Jasso, Hidalgo | 10 de diciembre                       |
| 4  | Cuautitlán                                             | Cuautitlán, Estado de México      | Alberto Pérez Navarro                 |
| 5  | C.F.P. Delfines del Carmen                             | Ciudad del Carmen, Campeche       | Unidad Deportiva Campus II UNACAR     |
| 6  | Inter Playa del Carmen                                 | Playa del Carmen, Quintana Roo    | Mario Villanueva Madrid               |
| 7  | Ocelotes de la UNACH                                   | Tapachula, Chiapas                | Olímpico de Tapachula                 |
| 8  | Orizaba                                                | Orizaba, Veracruz                 | Socum                                 |
| 9  | Patriotas de Córdoba                                   | Córdoba, Veracruz                 | Rafael Murillo Vidal                  |
| 10 | Promesas de Altamira                                   | Altamira, Tamaulipas              | Altamira                              |
| 11 | Querétaro FC B                                         | Querétaro, Querétaro              | Corregidora                           |
| 12 | Real Cuautitlán                                        | Cuautitlán, Estado de México      | Los Pinos                             |
| 13 | Tampico Madero                                         | Tampico Madero, Tamaulipas        | Tamaulipas                            |
| 14 | Tiburones Rojos de Veracruz B                          | Veracruz, Veracruz                | Luis Pirata Fuente                    |
| 15 | Potros de la Universidad Autónoma del Estado de México | Toluca, México                    | Universitario Alberto "Chivo" Córdoba |
| 16 | Unión de Curtidores                                    | León, Guanajuato                  | Sergio León Chávez                    |

## Grupos

### Grupo 1
| Pos. | Equipo                            | Pts. | PJ | G  | E | P  | GF | GC | Dif. | Clasificación         |
| ---- | --------------------------------- | ---- | -- | -- | - | -- | -- | -- | ---- | --------------------- |
| 1    | Chivas Rayadas                    | 37   | 15 | 12 | 1 | 2  | 27 | 9  | +18  | Liguilla de ascenso   |
| 2    | Deportivo Tepic                   | 35   | 15 | 10 | 3 | 2  | 35 | 14 | +21  | Liguilla de ascenso   |
| 3    | Deportivo de los Altos            | 28   | 15 | 8  | 2 | 5  | 28 | 22 | +6   | Liguilla de ascenso   |
| 4    | Loros de la Universidad de Colima | 27   | 15 | 7  | 3 | 5  | 23 | 20 | +3   | Liguilla de ascenso   |
| 5    | Murciélagos                       | 25   | 15 | 6  | 5 | 4  | 21 | 19 | +2   | Liguilla de ascenso   |
| 6    | Dorados UACH                      | 22   | 15 | 6  | 3 | 6  | 23 | 20 | +3   | Liguilla de ascenso   |
| 7    | Reynosa F.C.                      | 22   | 15 | 6  | 4 | 5  | 21 | 20 | +1   | Liguilla de ascenso   |
| 8    | Vaqueros de Ixtlán                | 22   | 15 | 6  | 3 | 6  | 17 | 23 | −6   | Liguilla de ascenso   |
| 9    | Estudiantes Tecos "B"             | 21   | 15 | 5  | 4 | 6  | 20 | 25 | −5   |                       |
| 10   | Real Saltillo Soccer              | 20   | 15 | 6  | 1 | 8  | 27 | 31 | −4   |                       |
| 11   | Indios UACJ                       | 19   | 15 | 5  | 4 | 6  | 17 | 15 | +2   |                       |
| 12   | F.C. Excélsior (D)                | 19   | 15 | 6  | 1 | 8  | 21 | 24 | −3   | Descenso de Categoría |
| 13   | Bravos de Nuevo Laredo            | 18   | 15 | 4  | 5 | 6  | 16 | 21 | −5   |                       |
| 14   | Águilas Reales de Zacatecas       | 17   | 15 | 4  | 4 | 7  | 14 | 21 | −7   |                       |
| 15   | Cachorros de la U. de G.          | 11   | 15 | 2  | 3 | 10 | 15 | 31 | −16  |                       |
| 16   | Correcaminos de la UAT "B"        | 10   | 15 | 2  | 4 | 9  | 9  | 19 | −10  |                       |

 Fuente: Segunda División FMF

### Grupo 2
| Pos. | Equipo                          | Pts. | PJ | G  | E | P  | GF | GC | Dif. | Clasificación         |
| ---- | ------------------------------- | ---- | -- | -- | - | -- | -- | -- | ---- | --------------------- |
| 1    | Ballenas Galeana Morelos (C, A) | 36   | 15 | 10 | 4 | 1  | 41 | 17 | +24  | Liguilla de ascenso   |
| 2    | Delfines del Carmen             | 35   | 15 | 10 | 3 | 2  | 32 | 21 | +11  | Liguilla de ascenso   |
| 3    | Potros UAEM                     | 32   | 15 | 8  | 4 | 3  | 29 | 17 | +12  | Liguilla de ascenso   |
| 4    | Unión de Curtidores             | 32   | 15 | 10 | 1 | 4  | 24 | 13 | +11  | Liguilla de ascenso   |
| 5    | Patriotas de Córdoba            | 27   | 15 | 7  | 5 | 3  | 25 | 16 | +9   | Liguilla de ascenso   |
| 6    | Cuautitlán                      | 26   | 15 | 7  | 3 | 5  | 26 | 23 | +3   | Liguilla de ascenso   |
| 7    | Ocelotes UNACH                  | 23   | 15 | 7  | 2 | 6  | 20 | 20 | 0    | Liguilla de ascenso   |
| 8    | Atlas "B"                       | 22   | 15 | 6  | 2 | 7  | 22 | 24 | −2   | Liguilla de ascenso   |
| 9    | Orizaba                         | 21   | 15 | 5  | 5 | 5  | 22 | 26 | −4   |                       |
| 10   | Cruz Azul Jasso                 | 18   | 15 | 4  | 6 | 5  | 16 | 13 | +3   |                       |
| 11   | Real Cuautitlán                 | 16   | 15 | 4  | 3 | 8  | 21 | 25 | −4   |                       |
| 12   | Tiburones Rojos "B"             | 16   | 15 | 4  | 3 | 8  | 25 | 30 | −5   |                       |
| 13   | Promesas de Altamira (D)        | 16   | 15 | 5  | 1 | 9  | 20 | 33 | −13  | Descenso de Categoría |
| 14   | Querétaro F.C. "B"              | 13   | 15 | 3  | 4 | 8  | 18 | 35 | −17  |                       |
| 15   | Inter Playa del Carmen          | 11   | 15 | 2  | 5 | 8  | 12 | 17 | −5   |                       |
| 16   | Tampico Madero                  | 6    | 15 | 1  | 3 | 11 | 15 | 38 | −23  |                       |

 Fuente: Segunda División FMF

## Tabla general
| Pos. | Equipo                            | Pts. | PJ | G  | E | P  | GF | GC | Dif. | Clasificación         |
| ---- | --------------------------------- | ---- | -- | -- | - | -- | -- | -- | ---- | --------------------- |
| 1    | Chivas Rayadas                    | 37   | 15 | 12 | 1 | 2  | 27 | 9  | +18  | Liguilla de ascenso   |
| 2    | Ballenas Galeana Morelos (C, A)   | 36   | 15 | 10 | 4 | 1  | 41 | 17 | +24  | Liguilla de ascenso   |
| 3    | Deportivo Tepic                   | 35   | 15 | 10 | 3 | 2  | 35 | 14 | +21  | Liguilla de ascenso   |
| 4    | Delfines del Carmen               | 35   | 15 | 10 | 3 | 2  | 32 | 21 | +11  | Liguilla de ascenso   |
| 5    | Potros UAEM                       | 32   | 15 | 8  | 4 | 3  | 29 | 17 | +12  | Liguilla de ascenso   |
| 6    | Unión de Curtidores               | 32   | 15 | 10 | 1 | 4  | 24 | 13 | +11  | Liguilla de ascenso   |
| 7    | Deportivo de los Altos            | 28   | 15 | 8  | 2 | 5  | 28 | 22 | +6   | Liguilla de ascenso   |
| 8    | Patriotas de Córdoba              | 27   | 15 | 7  | 5 | 3  | 25 | 16 | +9   | Liguilla de ascenso   |
| 9    | Loros de la Universidad de Colima | 27   | 15 | 7  | 3 | 5  | 23 | 20 | +3   | Liguilla de ascenso   |
| 10   | Cuautitlán                        | 26   | 15 | 7  | 3 | 5  | 26 | 23 | +3   | Liguilla de ascenso   |
| 11   | Murciélagos                       | 25   | 15 | 6  | 5 | 4  | 21 | 19 | +2   | Liguilla de ascenso   |
| 12   | Ocelotes UNACH                    | 23   | 15 | 7  | 2 | 6  | 20 | 20 | 0    | Liguilla de ascenso   |
| 13   | Dorados UACH                      | 22   | 15 | 6  | 3 | 6  | 23 | 20 | +3   | Liguilla de ascenso   |
| 14   | Reynosa F.C.                      | 22   | 15 | 6  | 4 | 5  | 21 | 20 | +1   | Liguilla de ascenso   |
| 15   | Atlas "B"                         | 22   | 15 | 6  | 2 | 7  | 22 | 24 | −2   | Liguilla de ascenso   |
| 16   | Vaqueros de Ixtlán                | 22   | 15 | 6  | 3 | 6  | 17 | 23 | −6   | Liguilla de ascenso   |
| 17   | Orizaba                           | 21   | 15 | 5  | 5 | 5  | 22 | 26 | −4   |                       |
| 18   | Estudiantes Tecos "B"             | 21   | 15 | 5  | 4 | 6  | 20 | 25 | −5   |                       |
| 19   | Real Saltillo Soccer              | 20   | 15 | 6  | 1 | 8  | 27 | 31 | −4   |                       |
| 20   | Indios UACJ                       | 19   | 15 | 5  | 4 | 6  | 17 | 15 | +2   |                       |
| 21   | F.C. Excélsior (D)                | 19   | 15 | 6  | 1 | 8  | 21 | 24 | −3   | Descenso de Categoría |
| 22   | Cruz Azul Jasso                   | 18   | 15 | 4  | 6 | 5  | 16 | 13 | +3   |                       |
| 23   | Bravos de Nuevo Laredo            | 18   | 15 | 4  | 5 | 6  | 16 | 21 | −5   |                       |
| 24   | Águilas Reales de Zacatecas       | 17   | 15 | 4  | 4 | 7  | 14 | 21 | −7   |                       |
| 25   | Real Cuautitlán                   | 16   | 15 | 4  | 3 | 8  | 21 | 25 | −4   |                       |
| 26   | Tiburones Rojos "B"               | 16   | 15 | 4  | 3 | 8  | 25 | 30 | −5   |                       |
| 27   | Promesas de Altamira (D)          | 16   | 15 | 5  | 1 | 9  | 20 | 33 | −13  | Descenso de Categoría |
| 28   | Querétaro F.C. "B"                | 13   | 15 | 3  | 4 | 8  | 18 | 35 | −17  |                       |
| 29   | Inter Playa del Carmen            | 11   | 15 | 2  | 5 | 8  | 12 | 17 | −5   |                       |
| 30   | Cachorros de la U. de G.          | 11   | 15 | 2  | 3 | 10 | 15 | 31 | −16  |                       |
| 31   | Correcaminos de la UAT "B"        | 10   | 15 | 2  | 4 | 9  | 9  | 19 | −10  |                       |
| 32   | Tampico Madero                    | 6    | 15 | 1  | 3 | 11 | 15 | 38 | −23  |                       |

 Fuente: Segunda División FMF

## Tabla de promedios
| Posición | Equipo                            | Puntos | Juegos | Cociente |
| -------- | --------------------------------- | ------ | ------ | -------- |
| 1.       | Deportivo Tepic                   | 72     | 30     | 2.400    |
| 2.       | Chivas Rayadas                    | 71     | 30     | 2.367    |
| 3.       | Ballenas Galeana                  | 65     | 30     | 2.167    |
| 4.       | Potros de la UAEM                 | 61     | 30     | 2.033    |
| 5.       | Unión de Curtidores               | 59     | 30     | 1.967    |
| 6.       | Cuautitlán                        | 56     | 30     | 1.867    |
| 7.       | C.F.P. Delfines del Carmen        | 55     | 30     | 1.833    |
| 8.       | Loros de la Universidad de Colima | 55     | 30     | 1.833    |
| 9.       | Murciélagos FC                    | 55     | 30     | 1.833    |
| 10.      | Deportivo de Los Altos            | 50     | 30     | 1.667    |
| 11.      | Dorados de la UACH                | 50     | 30     | 1.667    |
| 12.      | Atlas B                           | 50     | 30     | 1.667    |
| 13.      | Patriotas de Córdoba              | 48     | 30     | 1.600    |
| 14.      | Ocelotes de la UNACH              | 45     | 30     | 1.500    |
| 15.      | Reynosa FC                        | 45     | 30     | 1.500    |
| 16.      | Real Cuautitlán                   | 44     | 30     | 1.467    |
| 17.      | Bravos de Nuevo Laredo            | 41     | 30     | 1.367    |
| 18.      | Cruz Azul Jasso                   | 39     | 30     | 1.300    |
| 19.      | Estudiantes Tecos B               | 38     | 30     | 1.267    |
| 20.      | Cachorros U. de G.                | 38     | 30     | 1.267    |
| 21.      | Vaqueros de Ameca                 | 35     | 30     | 1.167    |
| 22.      | Águilas Reales de Zacatecas       | 36     | 30     | 1.200    |
| 23.      | Orizaba                           | 35     | 30     | 1.167    |
| 24.      | Querétaro FC B                    | 34     | 30     | 1.133    |
| 25.      | Indios de la UACJ                 | 33     | 30     | 1.100    |
| 26.      | Tiburones Rojos de Veracruz B     | 33     | 30     | 1.100    |
| 27.      | Correcaminos UAT B                | 33     | 30     | 1.100    |
| 28.      | Real Saltillo Soccer              | 29     | 30     | 0.967    |
| 29.      | Inter Playa del Carmen            | 29     | 30     | 0.967    |
| 30.      | Tampico Madero                    | 28     | 30     | 0.933    |
| 31.      | FC Excélsior                      | 26     | 30     | 0.867    |
| 32.      | Promesas de Altamira              | 24     | 30     | 0.800    |

     Descienden a la Liga de Nuevos Talentos.

## Torneo Regular
- Los horarios son mostrados en tiempo local.

| Jornada 1             | Jornada 1 | Jornada 1              | Jornada 1                         | Jornada 1   | Jornada 1 | Jornada 1 | Jornada 1 | Jornada 1 | Jornada 1 | Jornada 1 |
| Grupo A               | Grupo A   | Grupo A                | Grupo A                           | Grupo A     | Grupo A   | Grupo A   | Grupo A   | Grupo A   | Grupo A   | Grupo A   |
| Local                 | Resultado | Visitante              | Estadio                           | Fecha       | Hora      |           |           |           |           |           |
| --------------------- | --------- | ---------------------- | --------------------------------- | ----------- | --------- | --------- | --------- | --------- | --------- | --------- |
| Dorados UACH          | 1 - 2     | Deportivo de Los Altos | Olímpico UACH                     | 18 de enero | 19:00     |           |           |           |           |           |
| Murciélagos FC        | 0 - 0     | Correcaminos UAT "B"   | Coloso del Dique                  | 18 de enero | 20:05     |           |           |           |           |           |
| Deportivo Tepic       | 3 - 2     | Indios UACJ            | Arena Cora                        | 18 de enero | 20:30     |           |           |           |           |           |
| Estudiantes Tecos "B" | 4 - 0     | Real Saltillo Soccer   | Tres de Marzo                     | 19 de enero | 11:00     |           |           |           |           |           |
| FC Excélsior          | 2 - 0     | Vaqueros Ameca         | Centro Deportivo Soriana          | 19 de enero | 11:00     |           |           |           |           |           |
| Chivas Rayadas        | 4 - 0     | Bravos de Nuevo Laredo | Splash Culiacán                   | 19 de enero | 12:00     |           |           |           |           |           |
| Cachorros U. de G.    | 1 - 2     | Loros de Colima        | Jalisco                           | 19 de enero | 12:00     |           |           |           |           |           |
| Reynosa FC            | 1 - 0     | Águilas Reales         | Unidad Deportiva Solidaridad      | 19 de enero | 20:30     |           |           |           |           |           |
| Grupo B               |           |                        |                                   |             |           |           |           |           |           |           |
| Local                 | Resultado | Visitante              | Estadio                           | Fecha       | Hora      |           |           |           |           |           |
| Potros UAEM           | 2 - 2     | Atlas "B"              | Alberto "Chivo" Córdoba           | 18 de enero | 19:00     |           |           |           |           |           |
| Cruz Azul Jasso       | 1 - 1     | Querétaro FC "B"       | 10 de diciembre                   | 19 de enero | 11:00     |           |           |           |           |           |
| Cuautitlán            | 4 - 3     | Ocelotes UNACH         | Alberto Pérez Navarro             | 19 de enero | 12:00     |           |           |           |           |           |
| Delfines del Carmen   | 3 - 3     | Ballenas Galeana       | Unidad Deportiva Campus II UNACAR | 19 de enero | 15:00     |           |           |           |           |           |
| Inter Playa           | 2 - 1     | Veracruz "B"           | U.D. Luis Donaldo Colosio         | 19 de enero | 15:00     |           |           |           |           |           |
| Orizaba               | 3 - 3     | Patriotas de Córdoba   | Socum                             | 19 de enero | 15:00     |           |           |           |           |           |
| Unión de Curtidores   | 3 - 0     | Tampico Madero         | C. Deportivo Andrómeda            | 19 de enero | 15:45     |           |           |           |           |           |
| Promesas Altamira     | 4 - 0     | Real Cuautitlán        | Altamira                          | 20 de enero | 11:00     |           |           |           |           |           |

| Jornada 2              | Jornada 2 | Jornada 2              | Jornada 2                                | Jornada 2   | Jornada 2 | Jornada 2 | Jornada 2 | Jornada 2 | Jornada 2 | Jornada 2 |
| Grupo A                | Grupo A   | Grupo A                | Grupo A                                  | Grupo A     | Grupo A   | Grupo A   | Grupo A   | Grupo A   | Grupo A   | Grupo A   |
| Local                  | Resultado | Visitante              | Estadio                                  | Fecha       | Hora      |           |           |           |           |           |
| ---------------------- | --------- | ---------------------- | ---------------------------------------- | ----------- | --------- | --------- | --------- | --------- | --------- | --------- |
| Chivas Rayadas         | 2 - 3     | FC Excélsior           | Splash Culiacán                          | 25 de enero | 16:00     |           |           |           |           |           |
| Vaqueros Ameca         | 0 - 2     | Cachorros U. de G.     | Núcleo Deportivo y de Espectáculos Ameca | 25 de enero | 20:00     |           |           |           |           |           |
| Deportivo Tepic        | 3 - 0     | Loros de Colima        | Arena Cora                               | 25 de enero | 20:30     |           |           |           |           |           |
| Correcaminos UAT "B"   | 3 - 1     | Dorados UACH           | Eugenio Alvizo Porras                    | 26 de enero | 11:00     |           |           |           |           |           |
| Indios UACJ            | 0 - 0     | Murciélagos FC         | Olímpico Benito Juárez                   | 26 de enero | 17:00     |           |           |           |           |           |
| Real Saltillo Soccer   | 4 - 0     | Reynosa FC             | Olímpico Francisco I. Madero             | 26 de enero | 17:00     |           |           |           |           |           |
| Águilas Reales         | 1 - 1     | Bravos de Nuevo Laredo | Francisco Villa                          | 26 de enero | 17:00     |           |           |           |           |           |
| Deportivo de Los Altos | 3 - 0     | Estudiantes Tecos "B"  | Las Ánimas                               | 26 de enero | 17:30     |           |           |           |           |           |
| Grupo B                |           |                        |                                          |             |           |           |           |           |           |           |
| Local                  | Resultado | Visitante              | Estadio                                  | Fecha       | Hora      |           |           |           |           |           |
| Querétaro FC "B"       | 1 - 0     | Unión de Curtidores    | U.D. La Cañada                           | 25 de enero | 16:00     |           |           |           |           |           |
| Patriotas de Córdoba   | 1 - 1     | Cuautitlán             | Rafael Murillo Vidal                     | 26 de enero | 15:00     |           |           |           |           |           |
| Ocelotes UNACH         | 0 - 2     | Potros UAEM            | Olímpico de Tapachula                    | 26 de enero | 15:00     |           |           |           |           |           |
| Ballenas Galeana       | 4 - 0     | Orizaba                | Mariano Matamoros                        | 26 de enero | 15:30     |           |           |           |           |           |
| Atlas "B"              | 1 - 2     | Cruz Azul Jasso        | Atlas Colomos                            | 26 de enero | 16:00     |           |           |           |           |           |
| Tampico Madero         | 1 - 1     | Inter Playa            | Tamaulipas                               | 26 de enero | 19:00     |           |           |           |           |           |
| Delfines del Carmen    | 2 - 1     | Real Cuautitlán        | Unidad Deportiva Campus II UNACAR        | 27 de enero | 15:00     |           |           |           |           |           |
| Veracruz "B"           | 7 - 1     | Promesas Altamira      | Luis "Pirata" Fuente                     |             | 15:30     |           |           |           |           |           |

| Jornada 3              | Jornada 3 | Jornada 3              | Jornada 3                         | Jornada 3    | Jornada 3 | Jornada 3 | Jornada 3 | Jornada 3 | Jornada 3 | Jornada 3 |
| Grupo A                | Grupo A   | Grupo A                | Grupo A                           | Grupo A      | Grupo A   | Grupo A   | Grupo A   | Grupo A   | Grupo A   | Grupo A   |
| Local                  | Resultado | Visitante              | Estadio                           | Fecha        | Hora      |           |           |           |           |           |
| ---------------------- | --------- | ---------------------- | --------------------------------- | ------------ | --------- | --------- | --------- | --------- | --------- | --------- |
| Chivas Rayadas         | 3 - 0     | Vaqueros Ameca         | Jalisco                           | 1 de febrero | 12:00     |           |           |           |           |           |
| Dorados UACH           | 0 - 0     | Indios UACJ            | Olímpico UACH                     | 1 de febrero | 19:00     |           |           |           |           |           |
| Bravos de Nuevo Laredo | 1 - 0     | Real Saltillo Soccer   | Unidad Deportiva Benito Juárez    | 1 de febrero | 19:00     |           |           |           |           |           |
| Murciélagos FC         | 1 - 0     | Loros de Colima        | Coloso del Dique                  | 1 de febrero | 20:05     |           |           |           |           |           |
| Deportivo Tepic        | 1 - 0     | Cachorros U. de G.     | Arena Cora                        | 1 de febrero | 20:30     |           |           |           |           |           |
| Estudiantes Tecos "B"  | 1 - 0     | Correcaminos UAT "B"   | Tres de Marzo                     | 2 de febrero | 11:00     |           |           |           |           |           |
| FC Excélsior           | 0 - 0     | Águilas Reales         | Centro Deportivo Soriana          | 2 de febrero | 11:00     |           |           |           |           |           |
| Reynosa FC             | 4 - 0     | Deportivo de Los Altos | Unidad Deportiva Solidaridad      | 2 de febrero | 20:30     |           |           |           |           |           |
| Grupo B                |           |                        |                                   |              |           |           |           |           |           |           |
| Local                  | Resultado | Visitante              | Estadio                           | Fecha        | Hora      |           |           |           |           |           |
| Potros UAEM            | 2 - 1     | Patriotas de Córdoba   | Alberto "Chivo" Córdoba           | 1 de febrero | 19:00     |           |           |           |           |           |
| Delfines del Carmen    | 4 - 3     | Veracruz "B"           | Unidad Deportiva Campus II UNACAR | 1 de febrero | 19:30     |           |           |           |           |           |
| Cruz Azul Jasso        | 2 - 1     | Ocelotes UNACH         | 10 de diciembre                   | 2 de febrero | 11:00     |           |           |           |           |           |
| Cuautitlán             | 2 - 2     | Ballenas Galeana       | Alberto Pérez Navarro             | 2 de febrero | 12:00     |           |           |           |           |           |
| Orizaba                | 2 - 2     | Real Cuautitlán        | Socum                             | 2 de febrero | 15:00     |           |           |           |           |           |
| Atlas "B"              | 1 - 1     | Querétaro FC "B"       | Atlas Colomos                     | 2 de febrero | 16:00     |           |           |           |           |           |
| Promesas Altamira      | 4 - 0     | Tampico Madero         | Altamira                          | 3 de febrero | 11:00     |           |           |           |           |           |
| Inter Playa            | 1 - 2     | Unión de Curtidores    | U.D. Luis Donaldo Colosio         | 3 de febrero | 12:00     |           |           |           |           |           |

| Jornada 4              | Jornada 4 | Jornada 4              | Jornada 4                                | Jornada 4     | Jornada 4 | Jornada 4 | Jornada 4 | Jornada 4 | Jornada 4 | Jornada 4 |
| Grupo A                | Grupo A   | Grupo A                | Grupo A                                  | Grupo A       | Grupo A   | Grupo A   | Grupo A   | Grupo A   | Grupo A   | Grupo A   |
| Local                  | Resultado | Visitante              | Estadio                                  | Fecha         | Hora      |           |           |           |           |           |
| ---------------------- | --------- | ---------------------- | ---------------------------------------- | ------------- | --------- | --------- | --------- | --------- | --------- | --------- |
| Vaqueros Ameca         | 0 - 0     | Deportivo Tepic        | Núcleo Deportivo y de Espectáculos Ameca | 8 de febrero  | 20:00     |           |           |           |           |           |
| Correcaminos UAT "B"   | 0 - 0     | Reynosa FC             | Eugenio Alvizo Porras                    | 9 de febrero  | 11:00     |           |           |           |           |           |
| Cachorros U. de G.     | 1 - 4     | Murciélagos FC         | Jalisco                                  | 9 de febrero  | 12:00     |           |           |           |           |           |
| Loros de Colima        | 2 - 1     | Dorados UACH           | Olímpico Universitario de Colima         | 9 de febrero  | 16:00     |           |           |           |           |           |
| Indios UACJ            | 3 - 1     | Estudiantes Tecos "B"  | Olímpico Benito Juárez                   | 9 de febrero  | 17:00     |           |           |           |           |           |
| Real Saltillo Soccer   | 3 - 1     | FC Excélsior           | Olímpico Francisco I. Madero             | 9 de febrero  | 17:00     |           |           |           |           |           |
| Águilas Reales         | 1 - 0     | Chivas Rayadas         | Francisco Villa                          | 9 de febrero  | 17:00     |           |           |           |           |           |
| Deportivo de Los Altos | 3 - 1     | Bravos de Nuevo Laredo | Las Ánimas                               | 9 de febrero  | 17:30     |           |           |           |           |           |
| Grupo B                |           |                        |                                          |               |           |           |           |           |           |           |
| Local                  | Resultado | Visitante              | Estadio                                  | Fecha         | Hora      |           |           |           |           |           |
| Querétaro FC "B"       | 2 - 1     | Inter Playa            | U.D. La Cañada                           | 8 de febrero  | 16:00     |           |           |           |           |           |
| Real Cuautitlán        | 2 - 1     | Cuautitlán             | Los Pinos                                | 9 de febrero  | 15:00     |           |           |           |           |           |
| Patriotas de Córdoba   | 0 - 0     | Cruz Azul Jasso        | Rafael Murillo Vidal                     | 9 de febrero  |           |           |           |           |           |           |
| Ocelotes UNACH         | 2 - 0     | Atlas "B"              | Olímpico de Tapachula                    | 9 de febrero  |           |           |           |           |           |           |
| Ballenas Galeana       | 5 - 1     | Potros UAEM            | Mariano Matamoros                        | 9 de febrero  | 15:30     |           |           |           |           |           |
| Unión de Curtidores    | 2 - 0     | Promesas Altamira      | C. Deportivo Andrómeda                   | 9 de febrero  | 15:45     |           |           |           |           |           |
| Tampico Madero         | 3 - 4     | Delfines del Carmen    | Tamaulipas                               | 9 de febrero  | 19:00     |           |           |           |           |           |
| Veracruz "B"           | 1 - 1     | Orizaba                | Luis "Pirata" Fuente                     | 10 de febrero | 15:30     |           |           |           |           |           |

| Jornada 5              | Jornada 5 | Jornada 5              | Jornada 5                         | Jornada 5     | Jornada 5 | Jornada 5 | Jornada 5 | Jornada 5 | Jornada 5 | Jornada 5 |
| Grupo A                | Grupo A   | Grupo A                | Grupo A                           | Grupo A       | Grupo A   | Grupo A   | Grupo A   | Grupo A   | Grupo A   | Grupo A   |
| Local                  | Resultado | Visitante              | Estadio                           | Fecha         | Hora      |           |           |           |           |           |
| ---------------------- | --------- | ---------------------- | --------------------------------- | ------------- | --------- | --------- | --------- | --------- | --------- | --------- |
| Chivas Rayadas         | 3 - 0     | Real Saltillo Soccer   | Jalisco                           | 15 de febrero | 12:00     |           |           |           |           |           |
| Dorados UACH           | 2 - 0     | Cachorros U. de G.     | Olímpico UACH                     | 15 de febrero | 19:00     |           |           |           |           |           |
| Bravos de Nuevo Laredo | 2 - 1     | Correcaminos UAT "B"   | Unidad Deportiva Benito Juárez    | 15 de febrero | 19:00     |           |           |           |           |           |
| Murciélagos FC         | 1 - 0     | Deportivo Tepic        | Coloso del Dique                  | 15 de febrero | 20:05     |           |           |           |           |           |
| Estudiantes Tecos "B"  | 1 - 3     | Loros de Colima        | Tres de Marzo                     | 16 de febrero | 11:00     |           |           |           |           |           |
| FC Excélsior           | 4 - 1     | Deportivo de Los Altos | Centro Deportivo Soriana          | 16 de febrero | 11:00     |           |           |           |           |           |
| Águilas Reales         | 1 - 3     | Vaqueros Ameca         | Francisco Villa                   | 16 de febrero | 17:00     |           |           |           |           |           |
| Reynosa FC             | 0 - 1     | Indios UACJ            | Unidad Deportiva Solidaridad      | 16 de febrero | 20:30     |           |           |           |           |           |
| Grupo B                |           |                        |                                   |               |           |           |           |           |           |           |
| Local                  | Resultado | Visitante              | Estadio                           | Fecha         | Hora      |           |           |           |           |           |
| Potros UAEM            | 3 - 1     | Real Cuautitlán        | Alberto "Chivo" Córdoba           | 15 de febrero | 19:00     |           |           |           |           |           |
| Delfines del Carmen    | 1 - 0     | Unión de Curtidores    | Unidad Deportiva Campus II UNACAR | 15 de febrero | 19:30     |           |           |           |           |           |
| Cruz Azul Jasso        | 0 - 1     | Ballenas Galeana       | 10 de diciembre                   | 16 de febrero | 11:00     |           |           |           |           |           |
| Cuautitlán             | 4 - 1     | Veracruz "B"           | Alberto Pérez Navarro             | 16 de febrero | 12:00     |           |           |           |           |           |
| Orizaba                | 3 - 1     | Tampico Madero         | Socum                             | 16 de febrero | 15:00     |           |           |           |           |           |
| Ocelotes UNACH         | 2 - 1     | Querétaro FC "B"       | Olímpico de Tapachula             | 16 de febrero | 15:00     |           |           |           |           |           |
| Atlas "B"              | 2 - 0     | Patriotas de Córdoba   | Atlas Colomos                     | 16 de febrero | 16:00     |           |           |           |           |           |
| Promesas Altamira      | 1 - 0     | Inter Playa            | Altamira                          | 17 de febrero | 11:00     |           |           |           |           |           |

| Jornada 6              | Jornada 6 | Jornada 6              | Jornada 6                                | Jornada 6     | Jornada 6 | Jornada 6 | Jornada 6 | Jornada 6 | Jornada 6 | Jornada 6 |
| Grupo A                | Grupo A   | Grupo A                | Grupo A                                  | Grupo A       | Grupo A   | Grupo A   | Grupo A   | Grupo A   | Grupo A   | Grupo A   |
| Local                  | Resultado | Visitante              | Estadio                                  | Fecha         | Hora      |           |           |           |           |           |
| ---------------------- | --------- | ---------------------- | ---------------------------------------- | ------------- | --------- | --------- | --------- | --------- | --------- | --------- |
| Vaqueros Ameca         | 2 - 2     | Murciélagos FC         | Núcleo Deportivo y de Espectáculos Ameca | 22 de febrero | 20:00     |           |           |           |           |           |
| Deportivo Tepic        | 0 - 0     | Dorados UACH           | Arena Cora                               | 22 de febrero | 20:30     |           |           |           |           |           |
| Correcaminos UAT "B"   | 2 - 0     | FC Excélsior           | Eugenio Alvizo Porras                    | 23 de febrero | 11:00     |           |           |           |           |           |
| Cachorros U. de G.     | 1 - 1     | Estudiantes Tecos "B"  | Jalisco                                  | 23 de febrero | 12:00     |           |           |           |           |           |
| Loros de Colima        | 2 - 2     | Reynosa FC             | Olímpico Universitario de Colima         | 23 de febrero | 16:00     |           |           |           |           |           |
| Indios UACJ            | 0 - 0     | Bravos de Nuevo Laredo | Olímpico Benito Juárez                   | 23 de febrero | 17:00     |           |           |           |           |           |
| Real Saltillo Soccer   | 3 - 1     | Águilas Reales         | Olímpico Francisco I. Madero             | 23 de febrero | 17:00     |           |           |           |           |           |
| Deportivo de Los Altos | 1 - 2     | Chivas Rayadas         | Las Ánimas                               | 23 de febrero | 17:30     |           |           |           |           |           |
| Grupo B                |           |                        |                                          |               |           |           |           |           |           |           |
| Local                  | Resultado | Visitante              | Estadio                                  | Fecha         | Hora      |           |           |           |           |           |
| Querétaro FC "B"       | 2 - 3     | Promesas Altamira      | U.D. La Cañada                           | 22 de febrero | 16:00     |           |           |           |           |           |
| Inter Playa            | 0 - 0     | Delfines del Carmen    | U.D. Luis Donaldo Colosio                | 23 de febrero | 15:00     |           |           |           |           |           |
| Real Cuautitlán        | 0 - 1     | Cruz Azul Jasso        | Los Pinos                                | 23 de febrero | 15:00     |           |           |           |           |           |
| Patriotas de Córdoba   | 0 - 0     | Ocelotes UNACH         | Rafael Murillo Vidal                     | 23 de febrero | 15:00     |           |           |           |           |           |
| Ballenas Galeana       | 4 - 1     | Atlas "B"              | Mariano Matamoros                        | 23 de febrero | 15:30     |           |           |           |           |           |
| Unión de Curtidores    | 2 - 0     | Orizaba                | C. Deportivo Andrómeda                   | 23 de febrero | 15:45     |           |           |           |           |           |
| Tampico Madero         | 0 - 2     | Cuautitlán             | Tamaulipas                               | 23 de febrero | 19:00     |           |           |           |           |           |
| Veracruz "B"           | 1 - 1     | Potros UAEM            | Luis "Pirata" Fuente                     | 24 de febrero | 11:00     |           |           |           |           |           |

| Jornada 7              | Jornada 7 | Jornada 7              | Jornada 7                         | Jornada 7  | Jornada 7 | Jornada 7 | Jornada 7 | Jornada 7 | Jornada 7 | Jornada 7 |
| Grupo A                | Grupo A   | Grupo A                | Grupo A                           | Grupo A    | Grupo A   | Grupo A   | Grupo A   | Grupo A   | Grupo A   | Grupo A   |
| Local                  | Resultado | Visitante              | Estadio                           | Fecha      | Hora      |           |           |           |           |           |
| ---------------------- | --------- | ---------------------- | --------------------------------- | ---------- | --------- | --------- | --------- | --------- | --------- | --------- |
| Chivas Rayadas         | 1 - 0     | Correcaminos UAT "B"   | Jalisco                           | 1 de marzo | 12:00     |           |           |           |           |           |
| Dorados UACH           | 2 - 1     | Murciélagos FC         | Olímpico UACH                     | 1 de marzo | 19:00     |           |           |           |           |           |
| Bravos de Nuevo Laredo | 1 - 0     | Loros de Colima        | Unidad Deportiva Benito Juárez    | 1 de marzo | 19:00     |           |           |           |           |           |
| Estudiantes Tecos "B"  | 0 - 4     | Deportivo Tepic        | Tres de Marzo                     | 2 de marzo | 11:00     |           |           |           |           |           |
| FC Excélsior           | 1 - 0     | Indios UACJ            | Centro Deportivo Soriana          | 2 de marzo | 11:00     |           |           |           |           |           |
| Águilas Reales         | 3 - 0     | Deportivo de Los Altos | Francisco Villa                   | 2 de marzo | 17:00     |           |           |           |           |           |
| Real Saltillo Soccer   | 2 - 0     | Vaqueros Ameca         | Olímpico Francisco I. Madero      | 2 de marzo | 17:00     |           |           |           |           |           |
| Reynosa FC             | 2 - 1     | Cachorros U. de G.     | Unidad Deportiva Solidaridad      | 2 de marzo | 20:30     |           |           |           |           |           |
| Grupo B                |           |                        |                                   |            |           |           |           |           |           |           |
| Local                  | Resultado | Visitante              | Estadio                           | Fecha      | Hora      |           |           |           |           |           |
| Potros UAEM            | 4 - 1     | Tampico Madero         | Alberto "Chivo" Córdoba           | 1 de marzo | 19:00     |           |           |           |           |           |
| Delfines del Carmen    | 2 - 0     | Promesas Altamira      | Unidad Deportiva Campus II UNACAR | 1 de marzo | 19:30     |           |           |           |           |           |
| Cruz Azul Jasso        | 5 - 0     | Veracruz "B"           | 10 de diciembre                   | 2 de marzo | 11:00     |           |           |           |           |           |
| Cuautitlán             | 0 - 1     | Unión de Curtidores    | Alberto Pérez Navarro             | 2 de marzo | 12:00     |           |           |           |           |           |
| Orizaba                | 2 - 1     | Inter Playa            | Socum                             | 2 de marzo | 15:00     |           |           |           |           |           |
| Ocelotes UNACH         | 1 - 0     | Ballenas Galeana       | Olímpico de Tapachula             | 2 de marzo | 15:00     |           |           |           |           |           |
| Patriotas de Córdoba   | 4 - 1     | Querétaro FC "B"       | Rafael Murillo Vidal              | 2 de marzo | 15:00     |           |           |           |           |           |
| Atlas "B"              | 2 - 1     | Real Cuautitlán        | Atlas Colomos                     | 2 de marzo | 16:00     |           |           |           |           |           |

| Jornada 8              | Jornada 8 | Jornada 8              | Jornada 8                                | Jornada 8   | Jornada 8 | Jornada 8 | Jornada 8 | Jornada 8 | Jornada 8 | Jornada 8 |
| Grupo A                | Grupo A   | Grupo A                | Grupo A                                  | Grupo A     | Grupo A   | Grupo A   | Grupo A   | Grupo A   | Grupo A   | Grupo A   |
| Local                  | Resultado | Visitante              | Estadio                                  | Fecha       | Hora      |           |           |           |           |           |
| ---------------------- | --------- | ---------------------- | ---------------------------------------- | ----------- | --------- | --------- | --------- | --------- | --------- | --------- |
| Vaqueros Ameca         | 2 - 1     | Dorados UACH           | Núcleo Deportivo y de Espectáculos Ameca | 8 de marzo  | 20:00     |           |           |           |           |           |
| Murciélagos FC         | 3 - 1     | Estudiantes Tecos "B"  | Coloso del Dique                         | 8 de marzo  | 20:05     |           |           |           |           |           |
| Deportivo Tepic        | 3 - 1     | Reynosa FC             | Arena Cora                               | 8 de marzo  | 20:30     |           |           |           |           |           |
| Correcaminos UAT "B"   | 0 - 1     | Águilas Reales         | Eugenio Alvizo Porras                    | 9 de marzo  | 11:00     |           |           |           |           |           |
| Cachorros U. de G.     | 2 - 1     | Bravos de Nuevo Laredo | Jalisco                                  | 9 de marzo  | 12:00     |           |           |           |           |           |
| Loros de Colima        | 2 - 0     | FC Excélsior           | Olímpico Universitario de Colima         | 9 de marzo  | 16:00     |           |           |           |           |           |
| Indios UACJ            | 0 - 1     | Chivas Rayadas         | Olímpico Benito Juárez                   | 9 de marzo  | 17:00     |           |           |           |           |           |
| Deportivo de Los Altos | 6 - 0     | Real Saltillo Soccer   | Las Ánimas                               | 9 de marzo  | 17:30     |           |           |           |           |           |
| Grupo B                |           |                        |                                          |             |           |           |           |           |           |           |
| Local                  | Resultado | Visitante              | Estadio                                  | Fecha       | Hora      |           |           |           |           |           |
| Querétaro FC "B"       | 3 - 4     | Delfines del Carmen    | Corregidora                              | 8 de marzo  | 16:00     |           |           |           |           |           |
| Inter Playa            | 1 - 2     | Cuautitlán             | U.D. Luis Donaldo Colosio                | 9 de marzo  | 15:00     |           |           |           |           |           |
| Ballenas Galeana       | 3 - 3     | Patriotas de Córdoba   | Mariano Matamoros                        | 9 de marzo  | 15:30     |           |           |           |           |           |
| Unión de Curtidores    | 1 - 0     | Potros UAEM            | C. Deportivo Andrómeda                   | 9 de marzo  | 15:45     |           |           |           |           |           |
| Real Cuautitlán        | 2 - 0     | Ocelotes UNACH         | Los Pinos                                | 9 de marzo  | 16:00     |           |           |           |           |           |
| Tampico Madero         | 3 - 2     | Cruz Azul Jasso        | Tamaulipas                               | 9 de marzo  | 20:00     |           |           |           |           |           |
| Promesas Altamira      | 1 - 2     | Orizaba                | Altamira                                 | 10 de marzo | 11:00     |           |           |           |           |           |
| Veracruz "B"           | 0 - 2     | Atlas "B"              | Luis "Pirata" Fuente                     | 10 de marzo | 11:00     |           |           |           |           |           |

| Jornada 9              | Jornada 9 | Jornada 9            | Jornada 9                      | Jornada 9   | Jornada 9 | Jornada 9 | Jornada 9 | Jornada 9 | Jornada 9 | Jornada 9 |
| Grupo A                | Grupo A   | Grupo A              | Grupo A                        | Grupo A     | Grupo A   | Grupo A   | Grupo A   | Grupo A   | Grupo A   | Grupo A   |
| Local                  | Resultado | Visitante            | Estadio                        | Fecha       | Hora      |           |           |           |           |           |
| ---------------------- | --------- | -------------------- | ------------------------------ | ----------- | --------- | --------- | --------- | --------- | --------- | --------- |
| Chivas Rayadas         | 0 - 0     | Loros de Colima      | Jalisco                        | 15 de marzo | 12:00     |           |           |           |           |           |
| Bravos de Nuevo Laredo | 2 - 2     | Deportivo Tepic      | Unidad Deportiva Benito Juárez | 15 de marzo | 19:00     |           |           |           |           |           |
| Estudiantes Tecos "B"  | 2 - 2     | Dorados UACH         | Tres de Marzo                  | 16 de marzo | 11:00     |           |           |           |           |           |
| FC Excélsior           | 0 - 2     | Cachorros U. de G.   | Centro Deportivo Soriana       | 16 de marzo | 11:00     |           |           |           |           |           |
| Águilas Reales         | 0 - 0     | Indios UACJ          | Francisco Villa                | 16 de marzo | 17:00     |           |           |           |           |           |
| Real Saltillo Soccer   | 3 - 0     | Correcaminos UAT "B" | Olímpico Francisco I. Madero   | 16 de marzo | 17:00     |           |           |           |           |           |
| Deportivo de Los Altos | 2 - 0     | Vaqueros Ameca       | Las Ánimas                     | 16 de marzo | 17:30     |           |           |           |           |           |
| Reynosa FC             | 1 - 1     | Murciélagos FC       | Unidad Deportiva Solidaridad   | 16 de marzo | 20:30     |           |           |           |           |           |
| Grupo B                |           |                      |                                |             |           |           |           |           |           |           |
| Local                  | Resultado | Visitante            | Estadio                        | Fecha       | Hora      |           |           |           |           |           |
| Potros UAEM            | 3 - 1     | Inter Playa          | Alberto "Chivo" Córdoba        | 15 de marzo | 19:00     |           |           |           |           |           |
| Cruz Azul Jasso        | 0 - 0     | Unión de Curtidores  | 10 de diciembre                | 16 de marzo | 11:00     |           |           |           |           |           |
| Cuautitlán             | 3 - 0     | Promesas Altamira    | Alberto Pérez Navarro          | 16 de marzo | 12:00     |           |           |           |           |           |
| Orizaba                | 2 - 2     | Delfines del Carmen  | Socum                          | 16 de marzo | 15:00     |           |           |           |           |           |
| Ocelotes UNACH         | 1 - 2     | Veracruz "B"         | Olímpico de Tapachula          | 16 de marzo | 15:00     |           |           |           |           |           |
| Patriotas de Córdoba   | 3 - 1     | Real Cuautitlán      | Rafael Murillo Vidal           | 16 de marzo | 15:00     |           |           |           |           |           |
| Ballenas Galeana       | 4 - 1     | Querétaro FC "B"     | Mariano Matamoros              | 16 de marzo | 15:30     |           |           |           |           |           |
| Atlas "B"              | 4 - 1     | Tampico Madero       | Atlas Colomos                  | 16 de marzo | 16:00     |           |           |           |           |           |

| Jornada 10           | Jornada 10 | Jornada 10             | Jornada 10                               | Jornada 10  | Jornada 10 | Jornada 10 | Jornada 10 | Jornada 10 | Jornada 10 | Jornada 10 |
| Grupo A              | Grupo A    | Grupo A                | Grupo A                                  | Grupo A     | Grupo A    | Grupo A    | Grupo A    | Grupo A    | Grupo A    | Grupo A    |
| Local                | Resultado  | Visitante              | Estadio                                  | Fecha       | Hora       |            |            |            |            |            |
| -------------------- | ---------- | ---------------------- | ---------------------------------------- | ----------- | ---------- | ---------- | ---------- | ---------- | ---------- | ---------- |
| Dorados UACH         | 2 - 3      | Reynosa FC             | Olímpico UACH                            | 22 de marzo | 19:00      |            |            |            |            |            |
| Vaqueros Ameca       | 2 - 4      | Estudiantes Tecos "B"  | Núcleo Deportivo y de Espectáculos Ameca | 22 de marzo | 20:00      |            |            |            |            |            |
| Murciélagos FC       | 0 - 0      | Bravos de Nuevo Laredo | Coloso del Dique                         | 22 de marzo | 20:05      |            |            |            |            |            |
| Deportivo Tepic      | 4 - 2      | FC Excélsior           | Arena Cora                               | 22 de marzo | 20:30      |            |            |            |            |            |
| Correcaminos UAT "B" | 0 - 0      | Deportivo de Los Altos | Eugenio Alvizo Porras                    | 23 de marzo | 11:00      |            |            |            |            |            |
| Cachorros U. de G.   | 0 - 1      | Chivas Rayadas         | Jalisco                                  | 23 de marzo | 12:00      |            |            |            |            |            |
| Loros de Colima      | 2 - 0      | Águilas Reales         | Olímpico Universitario de Colima         | 23 de marzo | 16:00      |            |            |            |            |            |
| Indios UACJ          | 2 - 0      | Real Saltillo Soccer   | Olímpico Benito Juárez                   | 23 de marzo | 17:00      |            |            |            |            |            |
| Grupo B              |            |                        |                                          |             |            |            |            |            |            |            |
| Local                | Resultado  | Visitante              | Estadio                                  | Fecha       | Hora       |            |            |            |            |            |
| Querétaro FC "B"     | 2 - 2      | Orizaba                | U.D. La Cañada                           | 22 de marzo | 16:00      |            |            |            |            |            |
| Delfines del Carmen  | 5 - 1      | Cuautitlán             | Unidad Deportiva Campus II UNACAR        | 22 de marzo | 20:00      |            |            |            |            |            |
| Inter Playa          | 0 - 0      | Cruz Azul Jasso        | U.D. Luis Donaldo Colosio                | 23 de marzo | 15:00      |            |            |            |            |            |
| Unión de Curtidores  | 2 - 0      | Atlas "B"              | C. Deportivo Andrómeda                   | 23 de marzo | 15:45      |            |            |            |            |            |
| Real Cuautitlán      | 1 - 2      | Ballenas Galeana       | Los Pinos                                | 23 de marzo | 16:00      |            |            |            |            |            |
| Tampico Madero       | 1 - 1      | Ocelotes UNACH         | Tamaulipas                               | 23 de marzo | 20:00      |            |            |            |            |            |
| Promesas Altamira    | 0 - 3      | Potros UAEM            | Altamira                                 | 24 de marzo | 11:00      |            |            |            |            |            |
| Veracruz "B"         | 0 - 1      | Patriotas de Córdoba   | Luis "Pirata" Fuente                     | 24 de marzo | 11:00      |            |            |            |            |            |

| Jornada 11             | Jornada 11 | Jornada 11            | Jornada 11                     | Jornada 11  | Jornada 11 | Jornada 11 | Jornada 11 | Jornada 11 | Jornada 11 | Jornada 11 |
| Grupo A                | Grupo A    | Grupo A               | Grupo A                        | Grupo A     | Grupo A    | Grupo A    | Grupo A    | Grupo A    | Grupo A    | Grupo A    |
| Local                  | Resultado  | Visitante             | Estadio                        | Fecha       | Hora       |            |            |            |            |            |
| ---------------------- | ---------- | --------------------- | ------------------------------ | ----------- | ---------- | ---------- | ---------- | ---------- | ---------- | ---------- |
| Chivas Rayadas         | 2 - 1      | Deportivo Tepic       | Jalisco                        | 29 de marzo | 12:00      |            |            |            |            |            |
| Bravos de Nuevo Laredo | 1 - 3      | Dorados UACH          | Unidad Deportiva Benito Juárez | 29 de marzo | 19:00      |            |            |            |            |            |
| FC Excélsior           | 0 - 1      | Murciélagos FC        | Centro Deportivo Soriana       | 30 de marzo | 11:00      |            |            |            |            |            |
| Correcaminos UAT "B"   | 1 - 1      | Vaqueros Ameca        | Eugenio Alvizo Porras          | 30 de marzo | 11:00      |            |            |            |            |            |
| Águilas Reales         | 3 - 3      | Cachorros U. de G.    | Francisco Villa                | 30 de marzo | 17:00      |            |            |            |            |            |
| Real Saltillo Soccer   | 4 - 4      | Loros de Colima       | Olímpico Francisco I. Madero   | 30 de marzo | 17:00      |            |            |            |            |            |
| Deportivo de Los Altos | 3 - 1      | Indios UACJ           | Las Ánimas                     | 30 de marzo | 17:30      |            |            |            |            |            |
| Reynosa FC             | 1 - 1      | Estudiantes Tecos "B" | Unidad Deportiva Solidaridad   | 30 de marzo | 20:30      |            |            |            |            |            |
| Grupo B                |            |                       |                                |             |            |            |            |            |            |            |
| Local                  | Resultado  | Visitante             | Estadio                        | Fecha       | Hora       |            |            |            |            |            |
| Cuautitlán             | 1 - 2      | Orizaba               | Alberto Pérez Navarro          | 28 de marzo | 15:00      |            |            |            |            |            |
| Potros UAEM            | 0 - 1      | Delfines del Carmen   | Alberto "Chivo" Córdoba        | 29 de marzo | 19:00      |            |            |            |            |            |
| Ocelotes UNACH         | 1 - 0      | Unión de Curtidores   | Olímpico de Tapachula          | 30 de marzo | 12:00      |            |            |            |            |            |
| Patriotas de Córdoba   | 2 - 0      | Tampico Madero        | Rafael Murillo Vidal           | 30 de marzo | 15:00      |            |            |            |            |            |
| Ballenas Galeana       | 2 - 0      | Veracruz "B"          | Mariano Matamoros              | 30 de marzo | 15:30      |            |            |            |            |            |
| Real Cuautitlán        | 5 - 1      | Querétaro FC "B"      | Los Pinos                      | 30 de marzo | 16:00      |            |            |            |            |            |
| Atlas "B"              | 1 - 0      | Inter Playa           | Atlas Colomos                  | 30 de marzo | 16:00      |            |            |            |            |            |
| Cruz Azul Jasso        | 1 - 1      | Promesas Altamira     | 10 de diciembre                | 31 de marzo | 15:30      |            |            |            |            |            |

| Jornada 12            | Jornada 12 | Jornada 12             | Jornada 12                               | Jornada 12 | Jornada 12 | Jornada 12 | Jornada 12 | Jornada 12 | Jornada 12 | Jornada 12 |
| Grupo A               | Grupo A    | Grupo A                | Grupo A                                  | Grupo A    | Grupo A    | Grupo A    | Grupo A    | Grupo A    | Grupo A    | Grupo A    |
| Local                 | Resultado  | Visitante              | Estadio                                  | Fecha      | Hora       |            |            |            |            |            |
| --------------------- | ---------- | ---------------------- | ---------------------------------------- | ---------- | ---------- | ---------- | ---------- | ---------- | ---------- | ---------- |
| Dorados UACH          | 3 - 1      | FC Excélsior           | Olímpico UACH                            | 5 de abril | 19:00      |            |            |            |            |            |
| Vaqueros Ameca        | 1 - 0      | Reynosa FC             | Núcleo Deportivo y de Espectáculos Ameca | 5 de abril | 20:00      |            |            |            |            |            |
| Murciélagos FC        | 2 - 3      | Chivas Rayadas         | Coloso del Dique                         | 5 de abril | 20:05      |            |            |            |            |            |
| Deportivo Tepic       | 5 - 1      | Águilas Reales         | Arena Cora                               | 5 de abril | 20:30      |            |            |            |            |            |
| Estudiantes Tecos "B" | 1 - 1      | Bravos de Nuevo Laredo | Tres de Marzo                            | 6 de abril | 11:00      |            |            |            |            |            |
| Cachorros U. de G.    | 1 - 2      | Real Saltillo Soccer   | Jalisco                                  | 6 de abril | 12:00      |            |            |            |            |            |
| Loros de Colima       | 1 - 3      | Deportivo de Los Altos | Olímpico Universitario de Colima         | 6 de abril | 16:00      |            |            |            |            |            |
| Indios UACJ           | 1 - 0      | Correcaminos UAT "B"   | Olímpico Benito Juárez                   | 6 de abril | 17:00      |            |            |            |            |            |
| Grupo B               |            |                        |                                          |            |            |            |            |            |            |            |
| Local                 | Resultado  | Visitante              | Estadio                                  | Fecha      | Hora       |            |            |            |            |            |
| Querétaro FC "B"      | 1 - 0      | Cuautitlán             | U.D. La Cañada                           | 5 de abril | 16:00      |            |            |            |            |            |
| Delfines del Carmen   | 1 - 0      | Cruz Azul Jasso        | Unidad Deportiva Campus II UNACAR        | 5 de abril | 20:00      |            |            |            |            |            |
| Orizaba               | 0 - 1      | Potros UAEM            | Socum                                    | 6 de abril | 15:00      |            |            |            |            |            |
| Inter Playa           | 4 - 1      | Ocelotes UNACH         | U.D. Luis Donaldo Colosio                | 6 de abril | 15:00      |            |            |            |            |            |
| Unión de Curtidores   | 3 - 2      | Patriotas de Córdoba   | C. Deportivo Andrómeda                   | 6 de abril | 15:45      |            |            |            |            |            |
| Tampico Madero        | 2 - 3      | Ballenas Galeana       | Tamaulipas                               | 6 de abril | 20:00      |            |            |            |            |            |
| Veracruz "B"          | 2 - 2      | Real Cuautitlán        | Luis "Pirata" Fuente                     | 7 de abril | 11:00      |            |            |            |            |            |
| Promesas Altamira     | 4 - 2      | Atlas "B"              | Altamira                                 |            |            |            |            |            |            |            |

| Jornada 13             | Jornada 13 | Jornada 13            | Jornada 13                     | Jornada 13  | Jornada 13 | Jornada 13 | Jornada 13 | Jornada 13 | Jornada 13 | Jornada 13 |
| Grupo A                | Grupo A    | Grupo A               | Grupo A                        | Grupo A     | Grupo A    | Grupo A    | Grupo A    | Grupo A    | Grupo A    | Grupo A    |
| Local                  | Resultado  | Visitante             | Estadio                        | Fecha       | Hora       |            |            |            |            |            |
| ---------------------- | ---------- | --------------------- | ------------------------------ | ----------- | ---------- | ---------- | ---------- | ---------- | ---------- | ---------- |
| Chivas Rayadas         | 1 - 0      | Dorados UACH          | Jalisco                        | 12 de abril | 12:00      |            |            |            |            |            |
| Bravos de Nuevo Laredo | 1 - 2      | Reynosa FC            | Unidad Deportiva Benito Juárez | 12 de abril | 19:00      |            |            |            |            |            |
| FC Excélsior           | 1 - 2      | Estudiantes Tecos "B" | Centro Deportivo Soriana       | 13 de abril | 11:00      |            |            |            |            |            |
| Correcaminos UAT "B"   | 0 - 2      | Loros de Colima       | Eugenio Alvizo Porras          | 13 de abril | 11:00      |            |            |            |            |            |
| Águilas Reales         | 2 - 0      | Murciélagos FC        | Francisco Villa                | 13 de abril | 17:00      |            |            |            |            |            |
| Real Saltillo Soccer   | 2 - 3      | Deportivo Tepic       | Olímpico Francisco I. Madero   | 13 de abril | 17:00      |            |            |            |            |            |
| Indios UACJ            | 1 - 2      | Vaqueros Ameca        | Olímpico Benito Juárez         | 13 de abril | 17:00      |            |            |            |            |            |
| Deportivo de Los Altos | 1 - 0      | Cachorros U. de G.    | Las Ánimas                     | 13 de abril | 17:30      |            |            |            |            |            |
| Grupo B                |            |                       |                                |             |            |            |            |            |            |            |
| Local                  | Resultado  | Visitante             | Estadio                        | Fecha       | Hora       |            |            |            |            |            |
| Potros UAEM            | 2 - 2      | Cuautitlán            | Alberto "Chivo" Córdoba        | 12 de abril | 19:00      |            |            |            |            |            |
| Cruz Azul Jasso        | 1 - 2      | Orizaba               | 10 de diciembre                | 13 de abril | 11:00      |            |            |            |            |            |
| Ocelotes UNACH         | 4 - 1      | Promesas Altamira     | Olímpico de Tapachula          | 13 de abril | 15:00      |            |            |            |            |            |
| Patriotas de Córdoba   | 1 - 0      | Inter Playa           | Rafael Murillo Vidal           | 13 de abril | 15:00      |            |            |            |            |            |
| Ballenas Galeana       | 4 - 2      | Unión de Curtidores   | Mariano Matamoros              | 13 de abril | 15:30      |            |            |            |            |            |
| Real Cuautitlán        | 2 - 0      | Tampico Madero        | Los Pinos                      | 13 de abril | 16:00      |            |            |            |            |            |
| Atlas "B"              | 1 - 3      | Delfines del Carmen   | Atlas Colomos                  | 13 de abril | 16:00      |            |            |            |            |            |
| Veracruz "B"           | 3 - 0      | Querétaro FC "B"      | Luis "Pirata" Fuente           | 14 de abril | 11:00      |            |            |            |            |            |

| Jornada 14             | Jornada 14 | Jornada 14             | Jornada 14                        | Jornada 14  | Jornada 14 | Jornada 14 | Jornada 14 | Jornada 14 | Jornada 14 | Jornada 14 |
| Grupo A                | Grupo A    | Grupo A                | Grupo A                           | Grupo A     | Grupo A    | Grupo A    | Grupo A    | Grupo A    | Grupo A    | Grupo A    |
| Local                  | Resultado  | Visitante              | Estadio                           | Fecha       | Hora       |            |            |            |            |            |
| ---------------------- | ---------- | ---------------------- | --------------------------------- | ----------- | ---------- | ---------- | ---------- | ---------- | ---------- | ---------- |
| Bravos de Nuevo Laredo | 1 - 2      | Vaqueros Ameca         | Unidad Deportiva Benito Juárez    | 19 de abril | 19:00      |            |            |            |            |            |
| Dorados UACH           | 2 - 0      | Águilas Reales         | Olímpico UACH                     | 19 de abril | 19:00      |            |            |            |            |            |
| Murciélagos FC         | 3 - 2      | Real Saltillo Soccer   | Coloso del Dique                  | 19 de abril | 20:05      |            |            |            |            |            |
| Deportivo Tepic        | 3 - 1      | Deportivo de Los Altos | Arena Cora                        | 19 de abril | 20:30      |            |            |            |            |            |
| Estudiantes Tecos "B"  | 0 - 1      | Chivas Rayadas         | Tres de Marzo                     | 20 de abril | 11:00      |            |            |            |            |            |
| Cachorros U. de G.     | 3 - 2      | Correcaminos UAT "B"   | Jalisco                           | 20 de abril | 12:00      |            |            |            |            |            |
| Loros de Colima        | 2 - 1      | Indios UACJ            | Olímpico Universitario de Colima  | 20 de abril | 16:00      |            |            |            |            |            |
| Reynosa FC             | 3 - 1      | FC Excélsior           | Unidad Deportiva Solidaridad      | 20 de abril | 20:30      |            |            |            |            |            |
| Grupo B                |            |                        |                                   |             |            |            |            |            |            |            |
| Local                  | Resultado  | Visitante              | Estadio                           | Fecha       | Hora       |            |            |            |            |            |
| Promesas Altamira      | 0 - 1      | Patriotas de Córdoba   | Altamira                          | 19 de abril | 11:00      |            |            |            |            |            |
| Potros UAEM            | 4 - 0      | Querétaro FC "B"       | Alberto "Chivo" Córdoba           | 19 de abril | 19:00      |            |            |            |            |            |
| Delfines del Carmen    | 0 - 1      | Ocelotes UNACH         | Unidad Deportiva Campus II UNACAR | 19 de abril | 20:00      |            |            |            |            |            |
| Cuautitlán             | 1 - 0      | Cruz Azul Jasso        | Alberto Pérez Navarro             | 20 de abril | 12:00      |            |            |            |            |            |
| Orizaba                | 0 - 2      | Atlas "B"              | Socum                             | 20 de abril | 15:00      |            |            |            |            |            |
| Inter Playa            | 0 - 0      | Ballenas Galeana       | U.D. Luis Donaldo Colosio         | 20 de abril | 16:00      |            |            |            |            |            |
| Unión de Curtidores    | 2 - 1      | Real Cuautitlán        | C. Deportivo Andrómeda            | 20 de abril | 16:00      |            |            |            |            |            |
| Tampico Madero         | 1 - 2      | Veracruz "B"           | Tamaulipas                        | 20 de abril | 20:00      |            |            |            |            |            |

| Jornada 15             | Jornada 15 | Jornada 15             | Jornada 15                               | Jornada 15  | Jornada 15 | Jornada 15 | Jornada 15 | Jornada 15 | Jornada 15 | Jornada 15 |
| Grupo A                | Grupo A    | Grupo A                | Grupo A                                  | Grupo A     | Grupo A    | Grupo A    | Grupo A    | Grupo A    | Grupo A    | Grupo A    |
| Local                  | Resultado  | Visitante              | Estadio                                  | Fecha       | Hora       |            |            |            |            |            |
| ---------------------- | ---------- | ---------------------- | ---------------------------------------- | ----------- | ---------- | ---------- | ---------- | ---------- | ---------- | ---------- |
| Chivas Rayadas         | 2 - 1      | Reynosa FC             | Jalisco                                  | 26 de abril | 17:00      |            |            |            |            |            |
| Vaqueros Ameca         | 2 - 1      | Loros de Colima        | Núcleo Deportivo y de Espectáculos Ameca | 26 de abril | 20:00      |            |            |            |            |            |
| FC Excélsior           | 2 - 1      | Bravos de Nuevo Laredo | Centro Deportivo Soriana                 | 27 de abril | 11:00      |            |            |            |            |            |
| Correcaminos UAT "B"   | 0 - 3      | Deportivo Tepic        | Eugenio Alvizo Porras                    | 27 de abril | 11:00      |            |            |            |            |            |
| Águilas Reales         | 0 - 1      | Estudiantes Tecos "B"  | Francisco Villa                          | 27 de abril | 17:00      |            |            |            |            |            |
| Real Saltillo Soccer   | 2 - 3      | Dorados UACH           | Olímpico Francisco I. Madero             | 27 de abril | 17:00      |            |            |            |            |            |
| Indios UACJ            | 2 - 2      | Cachorros U. de G.     | Olímpico Benito Juárez                   | 27 de abril | 17:00      |            |            |            |            |            |
| Deportivo de Los Altos | 2 - 2      | Murciélagos FC         | Las Ánimas                               | 27 de abril | 17:30      |            |            |            |            |            |
| Grupo B                |            |                        |                                          |             |            |            |            |            |            |            |
| Local                  | Resultado  | Visitante              | Estadio                                  | Fecha       | Hora       |            |            |            |            |            |
| Querétaro FC "B"       | 1 - 1      | Tampico Madero         | U.D. La Cañada                           | 26 de abril | 16:00      |            |            |            |            |            |
| Patriotas de Córdoba   | 3 - 0      | Delfines del Carmen    | Rafael Murillo Vidal                     | 26 de abril | 17:00      |            |            |            |            |            |
| Ballenas Galeana       | 4 - 0      | Promesas Altamira      | Mariano Matamoros                        | 26 de abril | 17:00      |            |            |            |            |            |
| Veracruz "B"           | 2 - 3      | Unión de Curtidores    | Luis "Pirata" Fuente                     | 26 de abril | 17:00      |            |            |            |            |            |
| Cruz Azul Jasso        | 1 - 1      | Potros UAEM            | 10 de diciembre                          | 26 de abril | 17:00      |            |            |            |            |            |
| Atlas "B"              | 1 - 2      | Cuautitlán             | Atlas Colomos                            | 26 de abril | 17:00      |            |            |            |            |            |
| Ocelotes UNACH         | 2 - 1      | Orizaba                | Olímpico de Tapachula                    | 26 de abril | 17:00      |            |            |            |            |            |
| Real Cuautitlán        | 0 - 0      | Inter Playa            | Los Pinos                                | 27 de abril | 16:00      |            |            |            |            |            |

## Máximos goleadores
Lista con los máximos goleadores de Liga Premier de Ascenso, de acuerdo con los datos oficiales de la Segunda División de México
| Pos. | Jugador                | Equipo               | Goles |
| ---- | ---------------------- | -------------------- | ----- |
| 1.°  | Jesus Rodríguez Chavez | Patriotas de Cordoba | 13    |
| 2.°  | Juan Carlos Camarena   | Chivas Rayadas       | 11    |
| 3.º  | Mario Nieblas          | Coras de Tepic       | 10    |
| 4.º  | Victor Zamora          | Querétaro FC B       | 9     |
| 4.º  | Américo Rodríguez      | Real Saltillo Soccer | 9     |
| 4.º  | Ignacio Soto           | Orizaba              | 9     |
| 7.º  | Francisco Iturbide     | Cuatitlan            | 8     |
| 7.º  | Jose Sabas López       | Delfines del Carmen  | 8     |
| 7.º  | Dante Osorio           | U.A Estado de México | 8     |
| 7.º  | Emmanuel Tapia         | Delfines del Carmen  | 8     |

## Liguilla
|  | Octavos de final                           | Octavos de final                           | Octavos de final                           |                      |   | Cuartos de final                             | Cuartos de final                             | Cuartos de final                             |  |  | Semifinales                                    | Semifinales                                    | Semifinales                                    |  |  | Final                                | Final                                | Final                                |
|  | 1 y 2 de mayo (ida) 4 y 5 de mayo (vuelta) | 1 y 2 de mayo (ida) 4 y 5 de mayo (vuelta) | 1 y 2 de mayo (ida) 4 y 5 de mayo (vuelta) |                      |   | 8 y 9 de mayo (ida) 11 y 12 de mayo (vuelta) | 8 y 9 de mayo (ida) 11 y 12 de mayo (vuelta) | 8 y 9 de mayo (ida) 11 y 12 de mayo (vuelta) |  |  | 15 y 16 de mayo (ida) 18 y 19 de mayo (vuelta) | 15 y 16 de mayo (ida) 18 y 19 de mayo (vuelta) | 15 y 16 de mayo (ida) 18 y 19 de mayo (vuelta) |  |  | 22 de mayo (ida) 25 de mayo (vuelta) | 22 de mayo (ida) 25 de mayo (vuelta) | 22 de mayo (ida) 25 de mayo (vuelta) |
|  |                                            |                                            |                                            |                      |   |                                              |                                              |                                              |  |  |                                                |                                                |                                                |  |  |                                      |                                      |                                      |
|  |                                            |                                            |                                            |                      |   |                                              |                                              |                                              |  |  |                                                |                                                |                                                |  |  |                                      |                                      |                                      |
|  |                                            |                                            |                                            |                      |   |                                              |                                              |                                              |  |  |                                                |                                                |                                                |  |  |                                      |                                      |                                      |
|  | Ballenas Galeana                           | 1                                          | 2                                          |                      |   |                                              |                                              |                                              |  |  |                                                |                                                |                                                |  |  |                                      |                                      |                                      |
|  | Ballenas Galeana                           | 1                                          | 2                                          |                      |   |                                              |                                              |                                              |  |  |                                                |                                                |                                                |  |  |                                      |                                      |                                      |
|  | Atlas "B"                                  | 1                                          | 0                                          |                      |   |                                              |                                              |                                              |  |  |                                                |                                                |                                                |  |  |                                      |                                      |                                      |
|  | Atlas "B"                                  | 1                                          | 0                                          | Ballenas Galeana     | 1 | 7                                            |                                              |                                              |  |  |                                                |                                                |                                                |  |  |                                      |                                      |                                      |
|  |                                            |                                            |                                            |                      | 1 | 7                                            |                                              |                                              |  |  |                                                |                                                |                                                |  |  |                                      |                                      |                                      |
|  |                                            | Loros de Colima                            | 2                                          | 2                    |   |                                              |                                              |                                              |  |  |                                                |                                                |                                                |  |  |                                      |                                      |                                      |
|  | Loros de Colima                            | Loros de Colima                            | 2                                          | 2                    | 2 | 1                                            |                                              |                                              |  |  |                                                |                                                |                                                |  |  |                                      |                                      |                                      |
|  | Loros de Colima                            |                                            |                                            |                      | 2 | 1                                            |                                              |                                              |  |  |                                                |                                                |                                                |  |  |                                      |                                      |                                      |
|  | Murciélagos                                | 1                                          | 1                                          |                      |   |                                              |                                              |                                              |  |  |                                                |                                                |                                                |  |  |                                      |                                      |                                      |
|  | Murciélagos                                | 1                                          | 1                                          | Ballenas Galeana(t.) | 1 | 0                                            |                                              |                                              |  |  |                                                |                                                |                                                |  |  |                                      |                                      |                                      |
|  |                                            |                                            |                                            |                      | 1 | 0                                            |                                              |                                              |  |  |                                                |                                                |                                                |  |  |                                      |                                      |                                      |
|  |                                            | Deportivo Tepic                            | 1                                          | 0                    |   |                                              |                                              |                                              |  |  |                                                |                                                |                                                |  |  |                                      |                                      |                                      |
|  | Deportivo Tepic                            | Deportivo Tepic                            | 1                                          | 0                    | 0 | 2                                            |                                              |                                              |  |  |                                                |                                                |                                                |  |  |                                      |                                      |                                      |
|  | Deportivo Tepic                            |                                            |                                            |                      | 0 | 2                                            |                                              |                                              |  |  |                                                |                                                |                                                |  |  |                                      |                                      |                                      |
|  | Reynosa FC                                 | 1                                          | 0                                          |                      |   |                                              |                                              |                                              |  |  |                                                |                                                |                                                |  |  |                                      |                                      |                                      |
|  | Reynosa FC                                 | 1                                          | 0                                          | Deportivo Tepic (t.) | 1 | 0                                            |                                              |                                              |  |  |                                                |                                                |                                                |  |  |                                      |                                      |                                      |
|  |                                            |                                            |                                            |                      | 1 | 0                                            |                                              |                                              |  |  |                                                |                                                |                                                |  |  |                                      |                                      |                                      |
|  |                                            | Deportivo Los Altos                        | 1                                          | 0                    |   |                                              |                                              |                                              |  |  |                                                |                                                |                                                |  |  |                                      |                                      |                                      |
|  | Deportivo Los Altos                        | Deportivo Los Altos                        | 1                                          | 0                    | 0 | 4                                            |                                              |                                              |  |  |                                                |                                                |                                                |  |  |                                      |                                      |                                      |
|  | Deportivo Los Altos                        |                                            |                                            |                      | 0 | 4                                            |                                              |                                              |  |  |                                                |                                                |                                                |  |  |                                      |                                      |                                      |
|  | Dorados UACH                               | 2                                          | 0                                          |                      |   |                                              |                                              |                                              |  |  |                                                |                                                |                                                |  |  |                                      |                                      |                                      |
|  | Dorados UACH                               | 2                                          | 0                                          | Ballenas Galeana(p.) | 1 | 0 (5)                                        |                                              |                                              |  |  |                                                |                                                |                                                |  |  |                                      |                                      |                                      |
|  |                                            |                                            |                                            |                      | 1 | 0 (5)                                        |                                              |                                              |  |  |                                                |                                                |                                                |  |  |                                      |                                      |                                      |
|  |                                            | Curtidores                                 | 0                                          | 1 (4)                |   |                                              |                                              |                                              |  |  |                                                |                                                |                                                |  |  |                                      |                                      |                                      |
|  | Chivas Rayadas                             | Curtidores                                 | 0                                          | 1 (4)                | 1 | 0                                            |                                              |                                              |  |  |                                                |                                                |                                                |  |  |                                      |                                      |                                      |
|  | Chivas Rayadas                             |                                            |                                            |                      | 1 | 0                                            |                                              |                                              |  |  |                                                |                                                |                                                |  |  |                                      |                                      |                                      |
|  | Vaqueros                                   | 1                                          | 0                                          |                      |   |                                              |                                              |                                              |  |  |                                                |                                                |                                                |  |  |                                      |                                      |                                      |
|  | Vaqueros                                   | 1                                          | 0                                          | Chivas Rayadas       | 1 | 2                                            |                                              |                                              |  |  |                                                |                                                |                                                |  |  |                                      |                                      |                                      |
|  |                                            |                                            |                                            |                      | 1 | 2                                            |                                              |                                              |  |  |                                                |                                                |                                                |  |  |                                      |                                      |                                      |
|  |                                            | Ocelotes UNACH                             | 1                                          | 1                    |   |                                              |                                              |                                              |  |  |                                                |                                                |                                                |  |  |                                      |                                      |                                      |
|  | Delfines del Carmen                        | Ocelotes UNACH                             | 1                                          | 1                    | 2 | 1                                            |                                              |                                              |  |  |                                                |                                                |                                                |  |  |                                      |                                      |                                      |
|  | Delfines del Carmen                        |                                            |                                            |                      | 2 | 1                                            |                                              |                                              |  |  |                                                |                                                |                                                |  |  |                                      |                                      |                                      |
|  | Ocelotes UNACH                             | 2                                          | 2                                          |                      |   |                                              |                                              |                                              |  |  |                                                |                                                |                                                |  |  |                                      |                                      |                                      |
|  | Ocelotes UNACH                             | 2                                          | 2                                          | Chivas Rayadas       | 0 | 0                                            |                                              |                                              |  |  |                                                |                                                |                                                |  |  |                                      |                                      |                                      |
|  |                                            |                                            |                                            |                      | 0 | 0                                            |                                              |                                              |  |  |                                                |                                                |                                                |  |  |                                      |                                      |                                      |
|  |                                            | Curtidores                                 | 3                                          | 2                    |   |                                              |                                              |                                              |  |  |                                                |                                                |                                                |  |  |                                      |                                      |                                      |
|  | Potros UAEM                                | Curtidores                                 | 3                                          | 2                    | 2 | 3                                            |                                              |                                              |  |  |                                                |                                                |                                                |  |  |                                      |                                      |                                      |
|  | Potros UAEM                                |                                            |                                            |                      | 2 | 3                                            |                                              |                                              |  |  |                                                |                                                |                                                |  |  |                                      |                                      |                                      |
|  | Cuautitlán                                 | 1                                          | 1                                          |                      |   |                                              |                                              |                                              |  |  |                                                |                                                |                                                |  |  |                                      |                                      |                                      |
|  | Cuautitlán                                 | 1                                          | 1                                          | Potros UAEM          | 3 | 0                                            |                                              |                                              |  |  |                                                |                                                |                                                |  |  |                                      |                                      |                                      |
|  |                                            |                                            |                                            |                      | 3 | 0                                            |                                              |                                              |  |  |                                                |                                                |                                                |  |  |                                      |                                      |                                      |
|  |                                            | Curtidores                                 | 1                                          | 3                    |   |                                              |                                              |                                              |  |  |                                                |                                                |                                                |  |  |                                      |                                      |                                      |
|  | Curtidores                                 | Curtidores                                 | 1                                          | 3                    | 0 | 3                                            |                                              |                                              |  |  |                                                |                                                |                                                |  |  |                                      |                                      |                                      |
|  | Curtidores                                 |                                            |                                            |                      | 0 | 3                                            |                                              |                                              |  |  |                                                |                                                |                                                |  |  |                                      |                                      |                                      |
|  | Patriotas                                  | 1                                          | 0                                          |                      |   |                                              |                                              |                                              |  |  |                                                |                                                |                                                |  |  |                                      |                                      |                                      |

(t.) Avanza por mejor posición en la tabla general.
(p.) Ganador en la tanda de penales

### Octavos de final
| 1 de mayo, 12:00 | Atlas "B"      | 1:1 (1:1) | Ballenas Galeana | Estadio Alfredo "Pistache" Torres, Zapopan                      |                                                                 |
|                  | J. Sánchez 20' | Reporte   | R. Estrada 31'   | Asistencia: 700 espectadores Árbitro(s): Humberto Sánchez Reyna | Asistencia: 700 espectadores Árbitro(s): Humberto Sánchez Reyna |

| 4 de mayo, 16:00                                                       | Ballenas Galeana  | 2:0 (0:0) | Atlas "B" | Estadio Mariano Matamoros, Xochitepec                         |                                                               |
|                                                                        | O. López 58', 68' | Reporte   |           | Asistencia: 500 espectadores Árbitro(s): Ángel Flores Galicia | Asistencia: 500 espectadores Árbitro(s): Ángel Flores Galicia |
| Con marcador global de 3-1, Ballenas Galeana avanza a cuartos de final |                   |           |           |                                                               |                                                               |

| 1 de mayo, 20:05 | Murciélagos      | 1:2 (0:0) | Loros de Colima                | Coloso del Dique, Guamúchil                                         |                                                                     |
|                  | F. Santillán 51' | Reporte   | E. Aguirre 86' · D. Michel 93' | Asistencia: 3,500 espectadores Árbitro(s): Jesús Bisguerra Mendiola | Asistencia: 3,500 espectadores Árbitro(s): Jesús Bisguerra Mendiola |

| 4 de mayo, 16:00                                                      | Loros de Colima | 1:1 (1:0) | Murciélagos      | Estadio Olímpico Universitario de Colima, Colima                    |                                                                     |
|                                                                       | J. Amador 39'   | Reporte   | E. Fernández 85' | Asistencia: 5,000 espectadores Árbitro(s): Adonai Escobedo González | Asistencia: 5,000 espectadores Árbitro(s): Adonai Escobedo González |
| Con marcador global de 3-2, Loros de Colima avanza a cuartos de final |                 |           |                  |                                                                     |                                                                     |

| 1 de mayo, 16:00 | Reynosa          | 1:0 (1:0) | Deportivo Tepic | Unidad Deportiva Solidaridad, Reynosa                               |                                                                     |
|                  | G. Rodríguez 35' | Reporte   |                 | Asistencia: 500 espectadores Árbitro(s): Mario Humberto Vargas Mata | Asistencia: 500 espectadores Árbitro(s): Mario Humberto Vargas Mata |

| 4 de mayo, 20:00                                                      | Deportivo Tepic               | 2:0 (1:0) | Reynosa | Arena Cora, Tepic                                                          |                                                                            |
|                                                                       | V. Villa 32' · M. Nieblas 86' | Reporte   |         | Asistencia: 7,000 espectadores Árbitro(s): Christian Adrián Ramírez Tejeda | Asistencia: 7,000 espectadores Árbitro(s): Christian Adrián Ramírez Tejeda |
| Con marcador global de 2-1, Deportivo Tepic avanza a cuartos de final |                               |           |         |                                                                            |                                                                            |

| 1 de mayo, 19:00 | Dorados UACH                   | 2:0 (1:0) | Deportivo Los Altos | Estadio Olímpico de la UACH, Chihuahua                              |                                                                     |
|                  | B. Macías 5' · D. Aguiñaga 84' | Reporte   |                     | Asistencia: 1,000 espectadores Árbitro(s): Alejandro Funk Villafañe | Asistencia: 1,000 espectadores Árbitro(s): Alejandro Funk Villafañe |

| 4 de mayo, 18:00                                                          | Deportivo Los Altos                                        | 4:0 (2:0) | Dorados UACH | Estadio Las Ánimas, Yahualica                                 |                                                               |
|                                                                           | M. Vallejo 24' · O. Urzua 41' · M. Aguas 72' · V. Ruíz 83' | Reporte   |              | Asistencia: 800 espectadores Árbitro(s): Edgardo Espejo Tello | Asistencia: 800 espectadores Árbitro(s): Edgardo Espejo Tello |
| Con marcador global de 4-2, Deportivo Los Altos avanza a cuartos de final |                                                            |           |              |                                                               |                                                               |

| 1 de mayo, 17:00 | Vaqueros         | 1:1 (0:0) | Chivas Rayadas    | Núcleo Deportivo y Centro de Espectáculos, Ameca                       |                                                                        |
|                  | H. Estudillo 66' | Reporte   | C. Villanueva 55' | Asistencia: 200 espectadores Árbitro(s): Reinhold Enrique Ortíz Tienda | Asistencia: 200 espectadores Árbitro(s): Reinhold Enrique Ortíz Tienda |

| 4 de mayo, 11:00                                                                                                   | Chivas Rayadas | 0:0     | Vaqueros | Estadio Omnilife, Zapopan                                           |                                                                     |
| |                | Reporte |          | Asistencia: 200 espectadores Árbitro(s): Edgar Allan Morales Olvera | Asistencia: 200 espectadores Árbitro(s): Edgar Allan Morales Olvera |
| Pese a empatar en el marcador global 1-1, Chivas Rayadas avanza a cuartos de final por mejor posición en la tabla. |                |         |          |                                                                     |                                                                     |

| 1 de mayo, 16:00 | Ocelotes UNACH                | 2:2 (0:0) | Delfines del Carmen            | Estadio Olímpico de Tapachula, Tapachula                           |                                                                    |
|                  | J. Treviño 65' · E. Felix 74' | Reporte   | E. Tapia 47' · P. Valverde 84' | Asistencia: 2,500 espectadores Árbitro(s): Gonzalo Santiago García | Asistencia: 2,500 espectadores Árbitro(s): Gonzalo Santiago García |

| 4 de mayo, 20:00                                                     | Delfines del Carmen | 1:2 (0:1) | Ocelotes UNACH      | Unidad Deportiva Campus II UAC, Ciudad del Carmen                   |                                                                     |
|                                                                      | P. Valverde 76'     | Reporte   | D. Calderón 8', 66' | Asistencia: 5,000 espectadores Árbitro(s): Gilberto Alvarado Farjat | Asistencia: 5,000 espectadores Árbitro(s): Gilberto Alvarado Farjat |
| Con marcador global de 4-3, Ocelotes UNACH avanza a cuartos de final |                     |           |                     |                                                                     |                                                                     |

| 1 de mayo, 12:00 | Cuautitlán      | 1:2 (0:0) | Potros UAEM                     | Estadio Alberto Pérez Navarro, Huixquilucan                   |                                                               |
|                  | F. Iturbide 53' | Reporte   | R. García 72' · M. Martínez 74' | Asistencia: 300 espectadores Árbitro(s): Diego Montaño Robles | Asistencia: 300 espectadores Árbitro(s): Diego Montaño Robles |

| 4 de mayo, 20:00                                                  | Potros UAEM                                     | 3:1 (2:0) | Cuautitlán       | Estadio Universitario Alberto "Chivo" Córdoba, Toluca                    |                                                                          |
|                                                                   | R. González 12' · L. Tello 25' · O. Sahagún 85' | Reporte   | S. San Román 81' | Asistencia: 500 espectadores Árbitro(s): Antonio de Jesús Olalde Vázquez | Asistencia: 500 espectadores Árbitro(s): Antonio de Jesús Olalde Vázquez |
| Con marcador global de 5-2, Potros UAEM avanza a cuartos de final |                                                 |           |                  |                                                                          |                                                                          |

| 1 de mayo, 17:00 | Patriotas     | 1:0 (0:0) | Unión de Curtidores | Estadio Rafael Murillo Vidal, Córdoba                                 |                                                                       |
|                  | J. Chávez 58' | Reporte   |                     | Asistencia: 1,500 espectadores Árbitro(s): Mario Andrés Eliosa Torres | Asistencia: 1,500 espectadores Árbitro(s): Mario Andrés Eliosa Torres |

| 4 de mayo, 17:00                                                          | Unión de Curtidores                  | 3:1 (3:0) | Patriotas    | Estadio Sergio León Chávez, Irapuato                                 |                                                                      |
|                                                                           | J. Maldonado 9' · J. Moreno 34', 44' | Reporte   | O. Reyes 77' | Asistencia: 1,000 espectadores Árbitro(s): Jonathan Hernández Juárez | Asistencia: 1,000 espectadores Árbitro(s): Jonathan Hernández Juárez |
| Con marcador global de 3-2, Unión de Curtidores avanza a cuartos de final |                                      |           |              |                                                                      |                                                                      |

### Cuartos de final
| 8 de mayo, 16:00 | Loros de Colima              | 2:1 (1:0) | Ballenas Galeana | Estadio Olímpico Universitario de Colima, Colima                           |                                                                            |
|                  | B. Zúñiga 2' · D. Michel 49' | Reporte   | E. Burgoa 51'    | Asistencia: 1,000 espectadores Árbitro(s): Antonio de Jesús Olalde Vázquez | Asistencia: 1,000 espectadores Árbitro(s): Antonio de Jesús Olalde Vázquez |

| 11 de mayo, 16:00                                                 | Ballenas Galeana                                                               | 7:2 (2:1) | Loros de Colima    | Estadio Mariano Matamoros, Xochitepec                             |                                                                   |
|                                                                   | O. Sánchez 15', 50' · O. López 44' · A. Monzonis 49', 60', 66' · Y. Pineda 59' | Reporte   | D. Michel 30', 75' | Asistencia: 800 espectadores Árbitro(s): Jesús Bisguerra Mendiola | Asistencia: 800 espectadores Árbitro(s): Jesús Bisguerra Mendiola |
| Con marcador global de 8-4, Ballenas Galeana avanza a semifinales |                                                                                |           |                    |                                                                   |                                                                   |

| 8 de mayo, 18:00 | Deportivo Los Altos | 1:1 (1:0) | Deportivo Tepic | Estadio Las Ánimas, Yahualica                                       |                                                                     |
|                  | A. Partida 18'      | Reporte   | V. Villa 46'    | Asistencia: 600 espectadores Árbitro(s): Edgar Allan Morales Olvera | Asistencia: 600 espectadores Árbitro(s): Edgar Allan Morales Olvera |

| 11 de mayo, 20:00                                                                                             | Deportivo Tepic | 0:0     | Deportivo Los Altos | Arena Cora, Tepic                                                   |                                                                     |
| |                 | Reporte |                     | Asistencia: 7,000 espectadores Árbitro(s): Adonai Escobedo González | Asistencia: 7,000 espectadores Árbitro(s): Adonai Escobedo González |
| Pese a empatar 1-1 en el marcador global, Deportivo Tepic avanza a semifinales por mejor posición en la tabla |                 |         |                     |                                                                     |                                                                     |

| 8 de mayo, 16:00 | Ocelotes UNACH  | 1:1 (0:1) | Chivas Rayadas  | Estadio Olímpico de Tapachula, Tapachula                             |                                                                      |
|                  | D. Calderón 80' | Reporte   | J. Martínez 44' | Asistencia: 5,000 espectadores Árbitro(s): Carlos Javier Ríos García | Asistencia: 5,000 espectadores Árbitro(s): Carlos Javier Ríos García |

| 11 de mayo, 11:00                                               | Chivas Rayadas       | 2:1 (0:0) | Ocelotes UNACH | Estadio Omnilife, Zapopan                                          |                                                                    |
|                                                                 | J. Martínez 47', 79' | Reporte   | J. Ramón 48'   | Asistencia: 150 espectadores Árbitro(s): Jonathan Hernández Juárez | Asistencia: 150 espectadores Árbitro(s): Jonathan Hernández Juárez |
| Con marcador global de 3-2, Chivas Rayadas avanza a semifinales |                      |           |                |                                                                    |                                                                    |

| 8 de mayo, 20:15 | Unión de Curtidores | 1:3 (1:0) | Potros UAEM                                      | Estadio Sergio León Chávez, Irapuato                                     |                                                                          |
|                  | J. Hernández 43'    | Reporte   | E. Arriaga 67' · D. Osorio 75' · R. González 80' | Asistencia: 500 espectadores Árbitro(s): Christian Adrián Ramírez Tejeda | Asistencia: 500 espectadores Árbitro(s): Christian Adrián Ramírez Tejeda |

| 11 de mayo, 20:00                                                    | Potros UAEM | 0:3 (0:1) | Unión de Curtidores                         | Estadio Universitario Alberto "Chivo" Córdoba, Toluca           |                                                                 |
|                                                                      |             | Reporte   | O. Rojas 44' · G. Gómez 54' · J. Moreno 62' | Asistencia: 1,000 espectadores Árbitro(s): Diego Montaño Robles | Asistencia: 1,000 espectadores Árbitro(s): Diego Montaño Robles |
| Con marcador global de 4-3, Unión de Curtidores avanza a semifinales |             |           |                                             |                                                                 |                                                                 |

### Semifinales
| 15 de mayo, 20:30 | Deportivo Tepic | 1:1 (1:0) | Ballenas Galeana | Arena Cora, Tepic                                                |                                                                  |
|                   | F. Martínez 12' | Reporte   | O. López 56'     | Asistencia: 10,000 espectadores Árbitro(s): Diego Montaño Robles | Asistencia: 10,000 espectadores Árbitro(s): Diego Montaño Robles |

| 18 de mayo, 16:00                                                                                              | Ballenas Galeana | 0:0     | Deportivo Tepic | Estadio Mariano Matamoros, Xochitepec                               |                                                                     |
| |                  | Reporte |                 | Asistencia: 2,000 espectadores Árbitro(s): Jesús Bisguerra Mendiola | Asistencia: 2,000 espectadores Árbitro(s): Jesús Bisguerra Mendiola |
| Pese a empatar 1-1 en el marcador global, Ballenas Galeana avanza a la final por su mejor posición en la tabla |                  |         |                 |                                                                     |                                                                     |

| 15 de mayo, 17:00 | Unión de Curtidores                             | 3:0 (0:0) | Chivas Rayadas | Estadio Sergio León Chávez, Irapuato                              |                                                                   |
|                   | A. Tovar 68' · J. Maldonado 83' · J. Moreno 89' | Reporte   |                | Asistencia: 500 espectadores Árbitro(s): Adonai Escobedo González | Asistencia: 500 espectadores Árbitro(s): Adonai Escobedo González |

| 18 de mayo, 11:00                                                 | Chivas Rayadas | 0:2 (0:2) | Unión de Curtidores              | Estadio Omnilife, Zapopan                                          |                                                                    |
|                                                                   |                | Reporte   | E. Pineda 13' · J. Maldonado 41' | Asistencia: 300 espectadores Árbitro(s): Jonathan Hernández Juárez | Asistencia: 300 espectadores Árbitro(s): Jonathan Hernández Juárez |
| Con marcador global de 5-0, Unión de Curtidores avanza a la final |                |           |                                  |                                                                    |                                                                    |

### Final
| 22 de mayo, 17:00 | Unión de Curtidores | 0:1 (0:0) | Ballenas Galeana | Estadio Sergio León Chávez, Irapuato                            |                                                                 |
|                   |                     | Reporte   | G. Catalán 47'   | Asistencia: 2,000 espectadores Árbitro(s): Diego Montaño Robles | Asistencia: 2,000 espectadores Árbitro(s): Diego Montaño Robles |

| 25 de mayo, 16:00 | Ballenas Galeana | 0:1 (0:0) (5:4 p.) | Unión de Curtidores | Estadio Mariano Matamoros, Xochitepec                               |                                                                     |
| |                  | Reporte            | J. Moreno 51'       | Asistencia: 8,000 espectadores Árbitro(s): Adonai Escobedo González | Asistencia: 8,000 espectadores Árbitro(s): Adonai Escobedo González |
| Pese a emapatar 1-1 en el marcador global, Ballenas Galeana es campeón del Torneo Clausura 2013 tras ganar 5-4 en serie de penales. |                  |                    |                     |                                                                     |                                                                     |

|                                             |
| Ballenas Galeana Morelos Campeón 1º título. |